# Hunnewell (Kansas)
Hunnewell – miasto w Stanach Zjednoczonych, w stanie Kansas, w hrabstwie Sumner.